# 貝本会
貝本会（かいもとかい）は、愛知県名古屋市中川区に本部を置く暴力団で、指定暴力団山口組の二次団体。構成員は約30人。

## 歴史
会長・貝本健が初代松山組若頭であった頃に名古屋で結成された。貝本会長は二代目松山組発足後は舎弟頭に就き、1999年3月、五代目山口組の若中に昇格した。その後、六代目山口組若中。

## 歴代会長
- 初代 - 貝本健（二代目松山組舎弟頭、五代目山口組若中、六代目山口組若中）

## 最高幹部
- 会長 - 貝本健（六代目山口組若中、元二代目松山組舎弟頭）
- 若頭
- 舎弟頭
- 本部長